# 萩野純一郎
萩野 純一郎（はぎの じゅんいちろう、- 2007年10月29日）は、日本の計算機科学者・プログラマー。愛称は「Itojun」。
KAMEプロジェクト等、IPv6関連の開発を行い、またその普及についても力を注いでいた。2007年に37歳で死去。
2009年からIETFでは、IPv6の開発・普及・展開へ尽力した者に対して、萩野の遺族や友人の寄付を運営資金とする「Itojun賞（Itojun Service Award）」が設けられた。本項ではItojun賞についても記載する。

## 主な著書
- IPv6ネットワークプログラミング（2003年2月 アスキー ISBN 978-4756142368）

## Itojun賞
詳細は、ISOCのページを参照。

### 受賞者
第1回受賞者（2009年）
- Lorenzo Colitti
- Erik Kline

第2回受賞者（2010年）
- Bjoern A. Zeeb

第3回受賞者（2011年）
- Alexandre Cassen
- Rémi Després

第4回受賞者（2012年）
- John Jason Brzozowski
- Donn Lee
- Paul Saab

第5回受賞者（2024年）
- Jen Linkova